# 19568 Rachelmarie
19568 Rachelmarie è un asteroide della fascia principale. Scoperto nel 1999, presenta un'orbita caratterizzata da un semiasse maggiore pari a 2,2883700 UA e da un'eccentricità di 0,1614781, inclinata di 3,77068° rispetto all'eclittica.
Prende il suo nome da Rachel Marie Clements, studentessa statunitense finalista dell'edizione del 2003 del  Discovery Channel Young Scientist Challenge.